# Oediceroides trepadora
Oediceroides trepadora är en kräftdjursart som först beskrevs av J. L. Barnard 1961.  Oediceroides trepadora ingår i släktet Oediceroides och familjen Oedicerotidae. Inga underarter finns listade i Catalogue of Life.